# Centaurea ankarica
Centaurea ankarica — вид квіткових рослин айстрових (Asteraceae). Ендемік Туреччини. Новий вид описано на основі зразків, зібраних в околицях Анкари у 2021 і 2022 роках. Були проведені морфологічні й молекулярні дослідження й було ідентифіковано новий вид волошки Centaurea ankarica (сек. Centaurea) з Центральної Анатолії (Туреччина). Centaurea ankarica росте в степах на висоті приблизно 1300–1880 метрів в провінції Анкара.